# Hexaan-2,5-dion
Hexaan-2,5-dion is een diketon met als brutoformule C6H10O2. Het is een toxisch metaboliet van hexaan. De zuivere stof komt voor als een heldere kleurloze vloeistof, die relatief goed oplosbaar is in water.

## Synthese
De synthese van hexaan-2,5-dion kan plaatsgrijpen via verschillende methoden.
- Door alkalische hydrolyse van diacetylbarnsteenzure esters, gevolgd door verhitten.[3]
- Door oxidatie van allylaceton met zuurstofgas.[4]

- Een alternatief is de oxidatie van 2,5-dimethylfuraan.[4][5]

- De reactie van acetaatesters met propeenoxide. Het reactieproduct, α-aceto-γ-valerolacton, wordt met verdund zoutzuur omgezet in 5-hydroxy-2-hexanon, dat na oxidatie met natrium- of kaliumdichromaat en zwavelzuur het dion oplevert.[4][6]

## Reacties
Hexaan-2,5-dion reageert met aminogroepen. Een belangrijke kandidaat in levende systemen wordt gevormd door de primaire aminogroep in de zijketen van het aminozuur lysine. In eerste instantie ontstaat een pyrrool. Oxidatie van de pyrroolkern kan aanleiding geven tot crosslinks, hetgeen gepaard gaat met verlies van functionaliteit van het eiwit. Op zijn beurt kan dit aanleiding geven tot gezondheidsproblemen.
Hexaan-2,5-dion kan via het metabolisme omgezet worden in 2,5-dimethylfuraan.

### Werkingsmechanisme
Het vrije elektronenpaar op stikstof reageert met een van het carbonyl-koolstofatomen, waarbij een hemiaminal ontstaat. Een heterocyclische structuur ontstaat als ook de tweede carbonylgroep met het stikstofatoom reageert. In deze reactie ontstaat een derivaat van pyrrolidine: 2,5-dihydroxy-2,5-dimethylpyrrolidine (met nog een substituent op het stikstofatoom). Het ontstane cyclische, maar wel verzadigde, molecule verliest vervolgens twee moleculen water, waarbij een N-gesubstitueerd 2,5-dimethylpyrrool ontstaat. De reactie is daarmee een variant van de Paal-Knorr-synthese.
| 300 | {\displaystyle \mathrm {+\ 2\ H_{2}O} } |  | {\displaystyle \mathrm {R\ =\ CH_{3}} } {\displaystyle \mathrm {R^{'}\ =\ lysineresidu} } |

## Toepassingen
Hexaan-2,5-dion wordt als oplosmiddel voor celluloseacetaat, conserveringsmiddelen, verven en lakken toegepast. In de synthetisch organische chemie wordt de stof als beschermende groep voor primaire amines gebruikt, onder andere in de synthese van geneesmiddelen.

## Toxicologie en veiligheid
Hexaan-2,5-dion is een metaboliet van hexaan. De reacties van hexaan-2,5-dion kunnen aanleiding geven tot gezondheidsproblemen:  irritatie van de ogen en slijmvliezen, ontvetting en oranje-bruin gekleurde irritatie en ontstekingen van huid, en eventueel bewusteloosheid. Ook veel symptomen van een chronische vergiftiging met hexaan worden toegeschreven aan 2,5-hexaandion als reactief metaboliet: tintelingen en kramp in armen en benen, gevolgd door een algemene spierzwakte. In ernstige gevallen treedt atrofie van de skeletspieren op, in combinatie met verlies van coördinatie en problemen met het zicht.
Vergelijkbare problemen treden op in diermodellen. De gemeenschappelijke oorzaak van de problemen is de degeneratie van het perifeer zenuwstelsel, en in een later stadium ook van het centraal zenuwstelsel, beginnend bij de distale delen van de langere en dikkere axonen.
Hexaan-2,5-dion heeft ook een toxische werking in de spermatogenese door de beschadiging van de Sertoli-cellen, die het epitheel vormen in een deel van de zaadkanaaltjes.